# 김정현 (2004년)
김정현(한국 한자: 金呈泫, 2004년 6월 29일 ~ )은 대한민국의 축구 선수로, 포지션은 공격형 미드필더이다. 현재 충남 아산 FC 소속이다.